# Scorpis aequipinnis
Scorpis aequipinnis är en fiskart som beskrevs av Richardson, 1848. Scorpis aequipinnis ingår i släktet Scorpis och familjen Kyphosidae. Inga underarter finns listade i Catalogue of Life.